# Tatort: Geisterfahrt
Geisterfahrt ist ein Fernsehfilm aus der Krimireihe Tatort. Der vom Norddeutschen Rundfunk produzierte Beitrag ist die 1261. Tatort-Episode und wurde am 11. Februar 2024 im SRF, im ORF und im Ersten ausgestrahlt. Kriminalhauptkommissarin Charlotte Lindholm ermittelt in ihrem 31. Fall.

## Handlung
Polizeidirektor Gerd Liebig feiert im Kreis der Kollegen seinen 60. Geburtstag. Ehrengast ist seine Frau Dr. Tereza Liebig. Seine Mitarbeiter erwarten ungeduldig ein Paket mit einer Geburtstagsüberraschung. Das Paket wird mit 10 Minuten Verspätung von einem gestressten Fahrer des Paketdienstes DDP überbracht.
In der Altstadt von Göttingen rast wenig später ein Pakettransporter in eine Menschenmenge, eine Frau wird dabei getötet. Am Steuer saß Ilie Balan, der rumänische Fahrer, der das Paket am Polizeipräsidium ausgeliefert hat. Schnell ist auch Dr. Liebig am Ort des Geschehens und hilft bei der Erstversorgung der Verletzten. Balan und weitere Verletzte werden in die Uniklinik eingeliefert, an der Dr. Liebig als Ärztin arbeitet. Die Kommissarinnen Charlotte Lindholm und Anaïs Schmitz beginnen, den Hintergrund zu ermitteln – Unfall oder Terroranschlag? Beim Paketdienst entdecken sie ein System von Sub- und Sub-Sub-Unternehmern, in dem die jeweils höhere Ebene keine Verantwortung für Fehler der untergeordneten Ebenen übernimmt. Balan war sehr lange im Einsatz. Um die genau Zeit herauszufinden, suchen sie dessen Paketscanner. Er wird in der Schreibtischschublade des Subunternehmers Mischa Reichelt gefunden, für den Sub-Sub-Unternehmer Balan gefahren ist. Mischa Reichelt hat keine Erklärung dafür, wie der Scanner in seine Schublade gelangt ist.
Gerd Liebig wird von Mischa Reichelt unter Druck gesetzt, die Ermittlungen in Richtung des Paketdienstes einzustellen. Reichelt übergibt Liebig dabei Unterlagen, die diesen sichtlich erschüttern. Darauf übergibt Liebig den Fall der Verkehrspolizei. Lindholm ist verwirrt uns lässt sich mit Nick, dem Ehemann ihrer Kollegin Anaïs Schmitz, ein auf eine kurze Affäre, die sie sofort bereut.
Lindholm erkennt die Unregelmäßigkeiten in Liebigs Verhalten und schöpft zudem den Verdacht, dass dieser seine Ehefrau misshandelt. Schmitz ist zunächst loyal zu Liebig, teilt aber dann Lindholms Zweifel und hilft ihr. Die beiden decken auf, dass der Unfallfahrer unter Aufputschmitteln stand und deshalb am Steuer wohl einen Krampf erlitt, der zu dem Verkehrsunfall führte. Sie finden außerdem heraus, dass Liebig tatsächlich seine Frau misshandelte und deswegen von Reichelt erpresst wurde. Als Liebigs Frau bei einem Treppensturz stirbt, versucht Liebig sich das Leben zu nehmen. Er überlebt, wird aber suspendiert und für den Tod seiner Frau sowie wegen Strafvereitelung im Amt zur Verantwortung gezogen. Anaïs Schmitz übernimmt die Leitung des Dezernats, Lindholm kehrt in ihre Heimatstadt Hannover zurück.

## Hintergrund
Der Film wurde vom 14. November 2022 bis zum 14. Dezember 2022 in Göttingen und Hamburg gedreht. Die Premiere erfolgte am 16. September 2023 auf dem Filmfest Oldenburg.

## Einschaltquoten
Die Erstausstrahlung von Geisterfahrt am 11. Februar 2024 wurde in Deutschland von 8,17 Millionen Zuschauern gesehen und erreichte einen Marktanteil von 27,2 % für Das Erste.